# Småblommig sabellilja
Småblommig sabellilja (Gladiolus communis) är en växtart familjen irisväxter och förekommer naturligt från södra och centrala Europa till Iran och nordvästra Afrika. Arten odlas ibland som trädgårdsväxt i Sverige.
Småblommig sabellilja är en flerårig ört med rotknöl. Den är vårväxande och stjälken blir mellan 50 och 100 cm hög, ofta med två eller tre grenar. De nedre bladen blir 30-70 cm långa och 1,0-2,5 cm breda. Blommorna är vanligen fler än 10 stycken och sitter i två rader i ett glest ax, de är rosa till djupt purpurröda. Blompipen är något krökt och kronans flikar är vanligen överlappande. Ståndarknapparna är inte längre än ståndarsträngarna. Fröna är vingade. Arten blommar under tidig sommar.

## Underarter
Två underarter kan urskiljas, men World Checklist of Monocotyledons erkänner inte dessa underarter.
- subsp. communis - blir inte högre än 80 cm. De nedre bladen är 30-50 cm långa och 1-1,5 cm breda. Blommorna sitter relativt glest, de är vanligen rosa. Kronans flikar är 1-2 cm breda. Förekommer i södra och centrala Europa, till Iran och nordvästra Afrika.
- Tätblommig sabellilja (subsp. byzantinus) - blir upp till 100 cm. De nedre bladen är 30-70 cm långa och 1-2,5 cm breda. Blommorna sitter relativt tätt, de är vanligen djupt purpurröda. Kronans flikar är 1,5-2,5 cm breda. Förekommer i södra Spanien, på Sicilien och i nordvästra Afrika.

Odlade plantor skiljer sig något från vilda, de är nästan sterila och har 90 kromosomer istället för 120.
Småblommig sabellilja liknar mörkröd sabellilja (G. illyricus) som skiljer sig genom att ha färre än 10 blommor och en ogrenad stjälk. En annan liknande art är rysk sabellilja (G. imbricatus) som dock har blommor i en enradig blomställning.

## Hybrider
Korsningar med mörkröd sabellilja har fått namnet Gladiolus ×dubius.

## Synonymer
- Gladiolus arvaticus Jord.
- Gladiolus byzantinus Mill.
- Gladiolus collinus Salisb.
- Gladiolus communis subsp. byzantinus (Mill.) Douin
- Gladiolus communis subsp. notarisii (Parl.) K.Richt.
- Gladiolus communis var. byzantinus (Mill.) O.Bolòs & Vigo
- Gladiolus communis var. carneus Ker Gawl.
- Gladiolus communis var. grandiflorus Gouan
- Gladiolus communis var. montserratii O.Bolòs & Vigo
- Gladiolus cyclocarpus Jord.
- Gladiolus gussonei Lojac.
- Gladiolus hanru Jord.
- Gladiolus lannesii Jord.
- Gladiolus littoralis Jord.
- Gladiolus notarisii Parl.
- Gladiolus numidicus Jord.
- Gladiolus porrigens Jord.
- Gladiolus rigescens Jord.
- Gladiolus ruricola Jord.
- Gladiolus tinei Lojac.